# Ángeles Muñiz
Ángeles Muñiz Cachón es una directora, guionista y productora de cine, programadora y profesora asturiana.

## Trayectoria
Llevó a cabo estudios de cinematografía, guion y dirección en posgrados de la Universidad de Oviedo conjuntamente con la Escuela Oficial de Cine de Madrid.
Ha sido programadora durante seis años, del Ciclo de cine africano en el Teatro Filarmónica de Oviedo para la Fundación el Pájaro azul y ha impartido cursos y talleres de guion, técnicas audiovisuales y cine. Entre ellos Módulo 10 grabado en el Centro Penitenciario de Asturias dirigido a personas reclusas con discapacidad intelectual.
En 2006 su cortometraje Propiedad privada cofinanciado por el Instituto Asturiano de la Mujer, escrito y dirigido por la cineasta y protagonizado por Natalia Dicenta y Eduardo Velasco fue nominado a los Premios Goya como mejor cortometraje de ficción. No ganó pero recibió 8 galardones.También fue elegido por el Instituto Navarro para editar una unidad didáctica para trabajar con jóvenes de secundaria y bachillerato. Años después ha formado parte de la selección especial de cine contra la violencia machista.
En 2014 rueda Mama Adele en la República Democrática del Congo donde la Fundación pájaro azul a través de Mamá Adèle, forma a un grupo de mujeres que viven rodeadas de pobreza, miseria y desgracias, pero no les falta inteligencia, ánimo, ni fuerza de voluntad para luchar y salir de esa situación.
En 2017 dirige Mosaico de sonidos, un documental en el que participan varias orquestas sinfónicas y 228 personas con discapacidad intelectual.
En 2020 presenta Moru, un documental en torno a la reconstrucción de una iglesia en una aldea asturiana llevada a cabo pro sus propios vecinos y el redescubrimiento de unas pinturas murales oculatas debajo la pintura. Se mezclan el reto de afrontar los recuerdos del pasado y la identidad del futuro.
Muñiz ha formado parte del jurado en la categoría CIMA que premia a la mejor película dirigida por una mujer en el Festival Internacional de Cine de Gijón.

## Filmografía
- Quiero la lluna 1998  (11min.). Ficción. Dirección y producción.
- Lo que necesites selo yo, 2000  (13min.). Ficción. Dirección y producción
- Jaime Herrero... pinta de escritor. 2005 (45min.). Documental. Dirección, guion y producción.
- Propiedad privada 2006 (15min.). Ficción. Dirección, guion y producción. Nominado a los Premios Goya.
- Danny’s Blues 2008 (10 min.). Ficción. Codirección (junto a Teresa Marcos).
- Somos capaces 2009  (30 min.) Docudrama. Dirección y guion. Episodio de la miniserie Generación FP de la TPA (Televisión del Principado de Asturias).
- Tumaini ni uzima 2010  (30min.) Documental. Dirección y guion.
- Módulo 10, 2010 (20 min.). Ficción. Codirección (junto a Teresa Marcos).[11]
- Bana ya Poveda, 2011 (12min.). Documental. Dirección y guion.
- Vivencias de mujer en torno a Mina La Camocha  2011.  (20 min.). Documental. Codirección (junto a Teresa Marcos).
- Mama Adèle. 2014 (55min.). Documental. Dirección y guion.

- Mosaico de sonidos. 2017 ( 93 min.). Documental. Dirección y guion.
- Moru. 2020. (41 min.) Documental. Dirección y guion

## Premios y reconocimientos
- Nominada al Mejor cortometraje de ficción en los Premios Goya 2006 por Propiedad privada.[12]